# Championnats du monde de ski nordique 1958

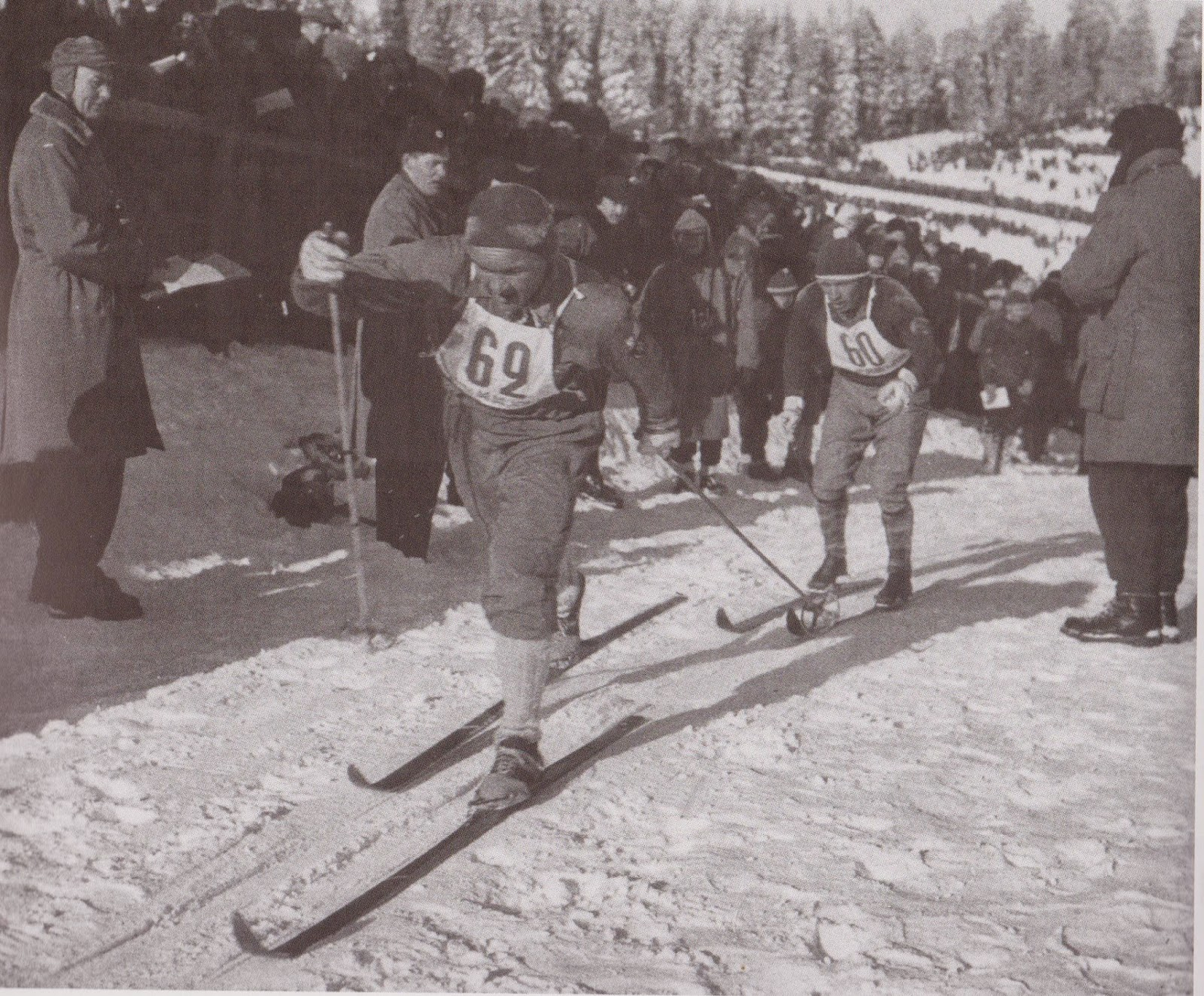
O Veikko Hakulinen i ka Championnat du monde en 1958 à Lahti, Finlande

Championnats du monde de ski nordique. L'édition 1958 s'est déroulée à Lahti (Finlande) du 1 mars au 9 mars.

## Palmarès

### Ski de fond

#### Hommes
| Épreuve                                 | Or                                                                 | Argent                                                                            | Bronze                                                                 |
| 4 mars : Ski de fond 15 km H            | Veikko Hakulinen                                                   | Pavel Kolchin                                                                     | Anatoly Shelyukhin                                                     |
| 2 mars : Ski de fond 30 km H            | Kalevi Hämäläinen                                                  | Pavel Kolchin                                                                     | Sixten Jernberg                                                        |
| 8 mars : Ski de fond 50 km H            | Sixten Jernberg                                                    | Veikko Hakulinen                                                                  | Arvo Viitanen                                                          |
| 6 mars : Ski de fond Relais 4 × 10 km H | Suède Sixten Jernberg Lennart Larsson Sture Grahn Per-Erik Larsson | Union soviétique Fyodor Terentyev Nikolay Anikin Anatoly Shelyukhin Pavel Kolchin | Finlande Kalevi Hämäläinen Arto Tiainen Arvo Viitanen Veikko Hakulinen |

### Femmes
| Épreuve                              | Or                                                                 | Argent                                                     | Bronze                                            |
| 5 mars : Ski de fond 10 km           | Alevtina Kolchina                                                  | Ljubov Kozyreva                                            | Siiri Rantanen                                    |
| 7 mars : Ski de fond Relais 3 × 5 km | Union soviétique Radya Yeroshina Alevtina Kolchina Ljubov Kozyreva | Finlande Toini Mikkola-Pöysti Pirkko Korkee Siiri Rantanen | Suède Märta Nordberg Irma Johansson Sonja Edström |

### Combiné nordique
| Épreuve                                 | Or             | Argent           | Bronze           |
| 2-3 mars : Combiné nordique K90 / 15 km | Paavo Korhonen | Sverre Stenersen | Gunder Gundersen |

### Saut à ski
| Épreuve                 | Or              | Argent       | Bronze           |
| 9 mars : Saut à ski K70 | Juhani Kärkinen | Ensio Hyytiä | Helmut Recknagel |

### Tableau des médailles
| Place | Nation             | Médaille d'or | Médaille d'argent | Médaille de bronze | Total |
| ----- | ------------------ | ------------- | ----------------- | ------------------ | ----- |
| 1     | Finlande           | 4             | 3                 | 3                  | 10    |
| 2     | Union soviétique   | 2             | 4                 | 1                  | 7     |
| 3     | Suède              | 2             | 0                 | 2                  | 4     |
| 4     | Norvège            | 0             | 1                 | 1                  | 2     |
| 5     | Allemagne de l'Est | 0             | 0                 | 1                  | 1     |